# Neoheterandria
Neoheterandria is een geslacht van straalvinnige vissen uit de familie van Poeciliidae (Levendbarende tandkarpers).

## Soorten
- Neoheterandria cana (Meek & Hildebrand, 1913)
- Neoheterandria elegans Henn, 1916
- Neoheterandria tridentiger (Garman, 1895)